# Balik Taya
Balik Taya es una película de suspenso y acción filipina de 2023 estrenada el 31 de marzo de 2023 en Vivamax. Producida y distribuida por Viva Films, es la segunda pentrega cinematográfica de Román Pérez, Jr después de Taya que se estrenó en 2021. La película presenta a Angeli Khang y Jela Cuenca con Azi Acosta, Kiko Estrada, Chesca Paredes, Amor Lapus, Aiko Garcia, Benz Sanggalang, Nor Domingo, Gilleth Sandico y Lou Veloso.

## Trama
En la popular producción de Vivamax «Taya», con Angeli Khang, Kiko Estrada, Jela Cuenca y Azi Acosta, la historia se desarrolla cuando Pip se encuentra con Jessy durante su estancia en Tailandia. Sin embargo, cuando Jessy desaparece, Pip se embarca en una búsqueda para localizarla. En el camino, se cruza con Kate, una mujer asociada con un sitio de apuestas operado por Nina. Este encuentro acerca a Pip un paso más a la búsqueda de Jessy.

## Elenco
- Angeli Khang como Kate
- Jela Cuenca como Nina
- Azi Acosta como Jessy
- Kiko Estrada como Pip
- Chesca Paredes como Bar Sexy Girl
- Amor Lapus como Online Girl 1, también conocida como Round Girl
- Aiko García como Online Girl 2
- Benz Sanggalang[6] como Anjo
- Nor Domingo como Pablito
- Gilleth Sandico
- Lou Veloso como Tito Gani
- Alexa Ocampo[7]

## Producción
La película fue anunciada por Viva Films. Angeli Khang y Jela Cuenca fueron elegidas para aparecer en nuevos papeles. La filmación principal de la película comenzó en 2022 en Tailandia.